# Danais terminalis
Danais terminalis là một loài thực vật có hoa trong họ Thiến thảo. Loài này được Boivin ex Drake mô tả khoa học đầu tiên năm 1898.